# Santino Lee
Santino Lee, född 6 april 1965, är en skådespelare och regissör inom pornografisk film.
Santino Lee har medverkat i över 280 filmer från debuten 1994 tills han lämnade branschen 2006. Santino Lee har även regisserat över 20 filmer.